# 고사리삼과
고사리삼과(----科, 학명: Ophioglossaceae 오피오글로사케아이[*])는 솔잎란강의 단형 목인 고사리삼목(----目, 학명: Ophioglossales 오피오글로살레스[*])에 속하는 유일한 과이다.
현재 솔잎란과(Psilotaceae)와 가장 밀접한 관련이 있는 것으로 간주되고 있으며, 양치식물 중에서 솔잎란강(Psilotopsida)을 구성하는 자매 식물 그룹이다.
고사리삼과 식물은 환대가 없는 포자낭에서 수명이 짧은 포자를 만들어낸다. 나도고사리삼속 식물은 식물 가운데 가장 염색체 개수가 많다.

## 하위 분류
- 고사리삼속(Botrychium Sw.)
- 나도고사리삼속(Ophioglossum L.)
- 제주고사리삼속(Mankyua B.Y.Sun, M.H.Kim & C.H.Kim)
- 칠지궐속 (Helminthostachys Kaulf.)